# Leskia pilipleura
Leskia pilipleura là một loài ruồi trong họ Tachinidae.